# Масштаб
Масштаб, мірило (від нім. Maß — міра, розмір і нім. Stab — палиця, тобто мірило) — відношення розмірів об'єкта, виконаних без спотворень, до інших номінальних значень. Масштаб це число, що може бути більше 1, якщо розміри об'єкту ненадійні, креслення дрібних деталей) — це називають масштабом збільшення, або менше 1 (плани будинків, топографічні та географічні карти, карти зоряного неба) — масштаб зменшення. Масштаб з відношенням 1:1 називають масштабом натуральної величини.

## Масштаб в технічному кресленні
Масштаби зображень на кресленнях слід вибирати з такого ряду (ГОСТ 2.302-68):
- масштаби зменшення: 1:2; 1:2,5; 1:4; 1:5; 1:10; 1:15; 1:20; 1:25; 1:40; 1:50; 1:75; 1:100; 1:200; 1:400; 1:500; 1:800; 1:1 000
- натуральна величина: 1:1;
- масштаби збільшення: 2:1; 2,5:1; 4:1; 5:1; 10:1; 20:1; 40:1; 50:1; 100:1.

У разі необхідності дозволено використовувати масштаб збільшення (100n):1, де n — ціле число. Виконуючи креслення на графічних пристроях ЕОМ, допускається використовувати масштаби зменшення 1:n та збільшення n:1, де n — раціональне число (ГОСТ 2.004-88). Масштаб у відповідній графі основного напису слід позначити 1:1, 1:2, 2:1, 10:1 і т. д. На полі кресленика масштаб вказують у дужках поряд з умовною познакою зображення, наприклад: А-А (2:1), Б(5:10). Документи в електронній формі у своїй реквізитній частині мають містити реквізит, що вказує на масштаб зображення. У разі виведення документа в електронній формі на паперовий носій масштаб зображення має відповідати зазначеному в основному написі.
Також чинний ДСТУ ISO 5455:2005, рекомендовані ряди для застосування на технічних креслениках масштабів наступні:
- масштаби зменшування: 1:2; 1:5; 1:10; 1:20; 1:50; 1:100; 1:200; 1:500; 1:1 000; 1:2000; 1:5000; 1:10 000.
- натуральна величина: 1:1.
- масштаби збільшування: 2:1; 5:1; 10:1; 20:1; 50:1.

За необхідності застосовувати більші чи менші масштаби ніж ті, що наведені вище, рекомендований ряд масштабів можна розширити в тому чи іншому напрямку за умови, що необхідний масштаб буде утворений з рекомендованого шляхом множення його на 10 у цілому степені.

## Масштаб в картографії

### Види
Масштаб на картах та планах може бути представлений у числовому вигляді, іменованому, або графічно:
- Числовий масштаб — відношення довжини ліній на плані або карті до довжини відповідних ліній в натурі. Зображається у вигляді лінійного дробу, чисельник якого одиниця, а знаменник — ступінь зменшення проєкції. До прикладу, запис 1:5 000, або {\displaystyle {\begin{matrix}{\frac {1}{5000}}\end{matrix}}} означає, що 1 см на плані відповідає 5 000 см (50 м) на місцевості. Крупнішим є те мірило, в якого знаменник менше — 1:1 000 крупніше за 1:25 000. На топографічних планах і картах звичайно використовують такі мірила: 1:1 000, 1:2 000, 1:5 000, 1:10 000, 1:20 000, 1:25 000, 1:50 000, 1:100 000, 1:200 000, 1:500 000, 1:1 000 000 і дрібніше.
- Іменований масштаб — біля кожного числа записана назва одиниці вимірювання. Наприклад: в 1 см — 2 км.

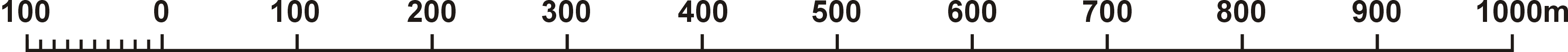
Лінійний масштаб 1:10 000

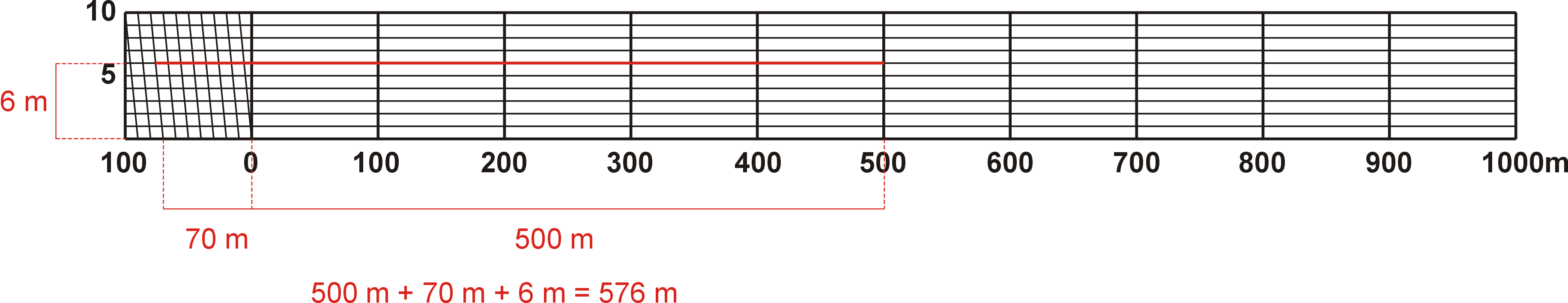
Поперечний масштаб 1:10 000 і методика вимірювання відстані

Графічні мірила поділяються на лінійні та поперечні.
- Лінійний масштаб — відрізок, поділений на рівні частини, на якому біля кожної поділки вказане число, яке показує довжину відповідного відрізка в натурі.
- Поперечний масштаб — номограма, збудована за принципом пропорційності відрізків паралельних прямих, які перетинають сторони кута.
- Вертикальний масштаб — мірило для зображення абсолютних висот точок на топографічних профілях або вертикальних розрізах земної кори. Як правило, перевищує горизонтальне мірило у 2, 5, або 10 разів.

### Точність
Точність масштабу — відрізок горизонтального прокладення лінії, який відповідає 0,1 мм на плані. Значення 0,1 мм для визначення точності масштабу прийнято через те, що це мінімальний відрізок, який може розрізнити людське око. До прикладу, для масштабу 1:10 000 точність масштабу дорівнюватиме 1 м. В цьому масштабі 1 см на плані відповідає 10 000 см (100 м) на місцевості, 1 мм — 1 000 см (10 м), 0,1 мм — 100 см (1 м).

## Масштаб в поліграфії
Масштаб в поліграфії визначається співвідношенням зображень оригіналу і репродукції, виражене числом, або у відсотках, а також конкретним розміром репродукції (звичайно в одному вимірі), яке вказано на оригіналі. Наприклад: «0,8», «8/10» або «80%», а також у вигляді розмірів, вказаних в кадровці на контрольці (чорно-білій копії) — «65 мм».